# Tom en Pieter
Tom en Pieter (Engels: Jaq and Gus) zijn twee fictieve muizen uit de tekenfilms en strips van Disney.
De twee muizen waren voor het eerst te zien in de lange Disney-animatiefilm Assepoester uit 1950. Sindsdien zijn ze vooral belangrijk geworden als hoofd- en bijfiguren in een aantal verhalen rond Duckstad, met name de verhalen die zich op de boerderij van Oma Duck afspelen.

## Achtergrond
Tom is mager en hij is de slimste van de twee. Pieter is gulzig en dik en een stuk dommer. Hij draagt een truitje dat hem veel te klein is.

### Assepoester(1950)
In de Disney-film zijn Tom en Pieter samen met de andere muizen in het landhuis de vrienden van Assepoester, die ze helpen en beschermen. Als Assepoester hoort van het bal van de koning, maken Tom en Pieter en de andere muizen en diertjes een jurk voor haar. In de film worden de muisjes alleen nog gezien als ze in paarden worden omgetoverd voor de pompoenkoets. Ze binden ook de strijd aan met de gemene kat Lucifer.

### In strips
Een paar jaar na het uitkomen van de film verschenen Tom en Pieter in krantenstrips. Ze wonen daar in het koninkrijk Muisopotamië. Pieter is in dat land eerste minister en Tom is het hoofd van de geheime dienst. Ze halen Mickey Mouse naar hen toe omdat die hen moet redden van het geheime ijzeren masker. Dit verhaal is ook te lezen in Mickey Maandblad. 
In oktober 1950 komen Tom en Pieter bij Oma Duck en Gijs Gans op de boerderij wonen, waar ze vanaf dan hun meeste avonturen beleven. In andere korte verhalen zijn ze weer terug in Assepoesters paleis, waar ze steeds uit de klauwen van Lucifer moeten zien te blijven.

## Stemacteurs
De Amerikaanse stem van Tom en Pieter was in de eerste originele film en Mickey Mouse' verjaardagsfeest James MacDonald. Rob Paulsen was vanaf 2001 tot heden de Amerikaanse stem van Tom. Die van Pieter was vanaf 2001 tot heden Corey Burton. 
De Nederlandse stem van Tom in de eerste film was Arnold Gelderman. Frits Lambrechts was de stem van Pieter in de eerste film. Jon van Eerd deed voor de tweede film tot op heden de stem van Tom. Joep Onderdelinden deed hetzelfde voor Pieter.